# Cernia amyclaria
Cernia amyclaria är en fjärilsart som beskrevs av Walker 1860. Cernia amyclaria ingår i släktet Cernia och familjen mätare. Inga underarter finns listade i Catalogue of Life.